# Laura Pausini
Laura Pausini (rođena 16. svibnja 1974. u Faenzi, provincija Emilia-Romagna, Italija) talijanska je pjevačica. Njen glazbeni stil, zbog raznolikosti pjesama, ne može se svrstati samo u jedan. Snima pjesme na talijanskom, španjolskom, portugalskom, engleskom i francuskom jeziku. 

## Životopis
Laura Pausini rođena je u Faenzi, gradiću na sjeveru Italije. Odrasla je u gradu Solarolo. Pjevati je počela u pianobaru s ocem Fabrizijom, glazbenikom i pjevačem, u dobi od osam godina. Kada je navršila dvanaest godina, izdala je prvu pjesmu I Sogni Di Laura (Laurini snovi), poluprofesionalni uradak koji datira iz 1987., a potpomognut je bio od strane njenoga oca. Karijera joj je započela s usponom na festivalu Sanremo pjesmom La Solitudine (Samoća).
Potpisala je profesionalni ugovor s Warner Musicom i ubrzo izdala prvi profesionalni album, Laura Pausini (1993.). Laura je doživjela veliki uspjeh u Italiji, a i Francuskoj. Drugi album, Laura, izdala je godinu poslije, a doživjela je toliki uspjeh da su joj savjetnici savjetovali pokušaj osvajanja španjolskog i latinoameričkog tržišta. I doista, uspjela je osvojiti i to područje uspješnicama poput Non c'e (Ne postoji, Nema ga) ili Se Fue (Otišao je).
Njena pjesma nazvana The Extra Mile postala je soundtrack filma Pokemon čija je tema bila, logično, Pokémon svijet. 2002. godine je izdala prvi album na engleskom jeziku, From the Inside (Iznutra). Uspješnicom Surrender zasjela je na prvo mjesto Billboardove Dance ljestvice. I drugi singl na engleskom, If That's Love (Ako je to ljubav), zasjeo je na isto mjesto iste ljestvice.
Prodala je više od 45 milijuna kopija pjesama diljem svijeta i više od 160 platinastih, te jedan dijamantni album, a to je učinila za samo sedamnaest godina karijere.

## Nagrade
Laura Pausini primila je dvije Svjetske glazbene nagrade, 1994. i 2003. za najboljeg talijanskog izvođača, Platinastu nagradu za najprodavaniju izvođačicu Europe. Latin Grammy je osvojila za najbolji vokal na pop albumu (2005.), a Grammy za najbolji pop album na istom CD-u. Laura je postala prva žena iz Italije koja je osvojila Grammy.

## Diskografija

### Albumi
- 1993. - Laura Pausini (talijanska verzija)
- 1994. - Laura (talijanska verzija)
- 1994. - Laura Pausini (španjolska verzija)
- 1996. - Le Cose Che Vivi (talijanska verzija) | Las Cosas Que Vives (španjolska verzija)
- 1998. - La Mia Risposta (talijanska verzija) | Mi Respuesta (španjolska verzija)
- 2000. - Tra Te E Il Mare (talijanska verzija) | Entre Tú Y Mil Mares (španjolska verzija)
- 2001. - The Best Of: E Ritorno Da Te (talijanska verzija) | Lo Mejor De: Volveré Junto A Ti (španjolska verzija)
- 2002. - From The Inside (engleska verzija)
- 2004. - Resta In Ascolto (talijanska verzija) | Escucha (španjolska verzija)
- 2005. - Live In Paris 05 (CD+DVD) (uživo)
- 2006. - Io Canto (talijanska verzija) | Yo Canto (španjolska verzija)
- 2007. - San Siro 2007 (CD+DVD) (uživo)
- 2008. - Primavera in anticipo (talijanska verzija) | Primavera anticipada (španjolska verzija)
- 2009. - World Tour 2009 (CD+DVD) (uživo)
- 2011. - Inedito (talijanska verzija) | Inédito (španjolska verzija)

### Singlovi
Iako talijanski jezik vuče korijene iz latinskog, većina talijanskih pjesama ne može ući na Billboardovu ljestvicu zbog činjenice što vrlo malo pjesama se pjeva na izvornom, talijanskom jeziku, već se prepjevavaju na engleski.
| Godina | Naslov                                                               | Pozicije na ljestvicama              | Pozicije na ljestvicama               | Album |
| Godina | Naslov                                                               | Pozicija na Billboardovom Hot Latinu | Pozicija na Billboardovoj Dance Music | Album |
| ------ | -------------------------------------------------------------------- | ------------------------------------ | ------------------------------------- | --- |
| 1994.  | "La Solitudine" (tal.) / "La Soledad" (špa.) (Samoća) (hrv.)         | 22                                   |                                       | Laura Pausini |
| 1995.  | "Non C'è" / "Se Fue" (Nema više)                                     | 24                                   |                                       | Laura Pausini |
| 1995.  | "Gente" / "Gente" (Ljudi)                                            | 13                                   |                                       | Laura Pausini |
| 1995.  | "Strani Amori" / "Amores Extraños" (Čudne ljubavi)                   | 7                                    |                                       | Laura Pausini |
| 1996.  | "Incancellabile" / "Inolvidable" (Neizbrisiv)                        | 13                                   |                                       | Le Cose Che Vivi / Las Cosas Que Vives (Stvari koje živiš)                                                                             |
| 1997.  | "Le Cose Che Vivi" / "Las Cosas Que Vives" (Stvari koje živiš)       | 6                                    |                                       | Le Cose Che Vivi / Las Cosas Que Vives (Stvari koje živiš)                                                                             |
| 1997.  | "Escucha A Tu Corazón" (Slušaj svoje srce)                           | 15                                   |                                       | Las Cosas Que Vives (Stvari koje živiš)                                                                                                |
| 1997.  | "Dos Enamorados" (Dvoje zaljubljenih)                                | 37                                   |                                       | Las Cosas Que Vives (Stvari koje živiš)                                                                                                |
| 1998.  | "Un'Emergenza D'Amore" / "Emergencia De Amor" (Potreba za ljubavlju) | 23                                   |                                       | La Mia Risposta / Mi Respuesta (Moj odgovor)                                                                                           |
| 2000.  | "Tra Te Il Mare" / "Entre Tú Y Mil Mares" (Između tebe i mora)       | 13                                   |                                       | Tra Te Il Mare / Entre Tú Y Mil Mares (Između tebe mora)                                                                               |
| 2001.  | "E Ritorno Da Te" / "Volveré Junto A Ti" (Vraćam se tebi)            | 11                                   |                                       | The Best Of Laura Pausini: E Ritorno Da Te / Lo Mejor De Laura Pausini: Volveré Junto A Ti (Najbolje od Laure Pausini: Vraćam se tebi) |
| 2001.  | "Quiero Decirte Que Te Amo" (Želim ti reći da te volim)              | 36                                   |                                       | The Best Of Laura Pausini: E Ritorno Da Te / Lo Mejor De Laura Pausini: Volveré Junto A Ti (Najbolje od Laure Pausini: Vraćam se tebi) |
| 2003.  | "Surrender" (Remix) (Poraženi, u kontekstu Onaj koji se predao)      |                                      | 1                                     | From The Inside (Iznutra) |
| 2003.  | "If That's Love" (Remix) (Ako je to ljubav)                          |                                      | 1                                     | From The Inside (Iznutra) |
| 2005.  | "Vivimi" / "Víveme" (Živi me)                                        | 6                                    |                                       | Resta In Ascolto / Escucha (Slušaj) |
| 2005.  | "Resta In Ascolto" / "Escucha Atento" (Slušaj pozorno)               | 17                                   |                                       | Resta In Ascolto / Escucha (Slušaj) |
| 2005.  | "Como Si No Nos Hubiéramos Amado" (Kao da se nismo voljeli)          | 10                                   |                                       | Resta In Ascolto / Escucha (Slušaj) |
| 2006.  | "Uguale A Lei" (Baš kao ona)                                         |                                      |                                       | |
| 2006.  | "Io canto" / "Yo canto" (Pjevam)                                     |                                      |                                       | Io canto / Yo canto (Pjevam) |
| 2006.  | "Dispárame, dispara" (Upucaj me, pucaj) - samo za Meksiko            |                                      |                                       | Yo canto (Pjevam) |

## Vanjske poveznice
- Službena stranica Laure Pausini (engl.)
- Hrvatska web stranica posvećena Lauri Pausini
- Il Mondo di Laura
- Non c'è - Nije tu, prijevod stihova na hrvatski